# Peter: Vrienden, interaktief
Peter: Vrienden, interaktief was een televisieprogramma van de Evangelische Omroep (EO), gepresenteerd door Peter Scheele. Het programma werd uitgezonden in 1995 in navolging van het succesvolle Peter.
In het programma spreekt Scheele mensen op straat aan met de bedoeling vriendschap te sluiten. Het gesprek wordt opgenomen en later bekeken door de geïnterviewden die het gesprek stil kunnen zetten en commentaar kunnen geven op eerder gedane uitspraken.